# Palicourea officinalis
Palicourea officinalis är en måreväxtart som beskrevs av Carl Friedrich Philipp von Martius. Palicourea officinalis ingår i släktet Palicourea och familjen måreväxter. Inga underarter finns listade i Catalogue of Life.